# Augsburger Wissenschaftspreis für Interkulturelle Studien
Der Augsburger Wissenschaftspreis für Interkulturelle Studien wird seit 1998 für wissenschaftliche Arbeiten zum Thema interkulturelles Zusammenleben von der Stadt Augsburg, der Universität Augsburg und dem Verein „Forum Interkulturelles Leben und Lernen“ vergeben.
Seit 2007 ist er in einen Haupt- und einen Förderpreis unterteilt, der jeweils mit 5000 Euro und 1500 Euro dotiert ist. Der Hauptpreis wird dabei für Habilitationsarbeiten und Dissertationen vergeben, der Förderpreis für Magister-, Diplom- und andere Qualifikationsarbeiten verliehen.
Die Zielsetzung des Preises lautete bei der Gründung, er solle:

„an deutschen Universitäten forschende junge Wissenschaftlerinnen und Wissenschaftler für das übergreifenden Thema ‚Interkulturelle Wirklichkeit in Deutschland: Fragen und Antworten auf dem Weg zur offenen Gesellschaft‘ (zu) interessieren und herausragende wissenschaftliche Nachwuchsarbeiten zu diesem Thema entsprechend zu honorieren.“

Über die Vergabe entscheidet eine Jury aus zehn Personen. Vorsitzender der Jury ist der Mediziner Eckhard Nagel.
Der Verein „Forum Interkulturelles Leben und Lernen (FILL)“ ist ein „Zusammenschluss von Repräsentanten der Bereiche Kultur, Politik, Verwaltung und Wirtschaft mit ausländischen Vereinen und mit Vertretern der sozialen, interkulturellen und konfessionellen Praxis in Augsburg“. Der Preis wird öffentlich ausgeschrieben; alle Arbeiten, die eingereicht werden, müssen aus den vergangenen zwei Jahren vor dem aktuellen Bewerbungsschluss an einer deutschen Hochschule abgeschlossen und vorgelegt worden sein.

## Preisträger
| Jahr | Preisträger des Wissenschaftspreises | Preisträger des Wissenschaftspreises               | Titel der Arbeit, Universität |
| ---- | ------------------------------------ | -------------------------------------------------- | --- |
| 1998 | Alfredo Märker                       | Alfredo Märker                                     | Zuwanderung in der Bundesrepublik: Universalistische und partikularistische Gerechtigkeitsaspekte. Diplomarbeit, Otto-Friedrich-Universität Bamberg |
| 1999 | Encarnación Gutiérrez Rodríguez      | Encarnación Gutiérrez Rodríguez                    | Jongleurinnen und Seiltänzerinnen – Dekonstruktive Analyse von Biographien im Spannungsfeld von Ethnisierung und Vergeschlechtlichung: Selbstverständnisse, Handlungsstrategien und Verortungsperspektiven weiblicher intellektueller im Kontext der Arbeitsmigration. Dissertation, Johann-Wolfgang-Goethe-Universität Frankfurt am Main |
| 2000 | Yasemin Karakasoglu-Aydin            | Yasemin Karakasoglu-Aydin                          | Religiöse Orientierungen und Erziehungsvorstellungen. Eine empirische Untersuchung an türkischen Lehramts- und Pädagogik-Studentinnen im Ruhrgebiet. Dissertation, Universität-GH Essen |
| 2001 | Christine Langenfeld                 | Christine Langenfeld                               | Integration und kulturelle Identität zugewanderter Minderheiten in der Bundesrepublik Deutschland – eine Untersuchung am Beispiel des allgemeinbildenden Schulwesens. Habilitation, Georg-August-Universität Göttingen |
| 2002 | Gaby Straßburger                     | Gaby Straßburger                                   | Heiratsverhalten und Partnerwahl im Einwanderungskontext: Eheschließungen der zweiten Migrantengeneration türkischer Herkunft. Dissertation, Universität Osnabrück |
| 2003 | Azra Pourgholam-Ernst                | Azra Pourgholam-Ernst                              | Das Gesundheitserleben von Frauen aus verschiedenen Kulturen. Frauen und Gesundheit: Eine empirische Untersuchung zum Gesundheitserleben ausländischer Frauen in Deutschland aus salutogenetischer Sicht. Dissertation, Universität Dortmund                                                                                              |
| 2004 | Jörg Alt                             | Jörg Alt                                           | Leben in der Schattenwelt. Problemkomplex illegale Migration. Neue Erkenntnisse zur Lebenssituation Illegaler aus München und anderen Orten Deutschlands. Dissertation, Humboldt-Universität zu Berlin |
| 2005 | Ute Koch                             | Ute Koch                                           | Die Herstellung und Reproduktion sozialer Grenzen: Roma in einer westdeutschen Großstadt. Dissertation, Universität Osnabrück |
| 2006 | Ulrike Bechmann                      | Ulrike Bechmann                                    | Abraham – Beschwörungsformel oder Präzisierungsquelle? Bibeltheologische und religionswissenschaftliche Untersuchungen zum Abraham-Paradigma im interreligiösen Dialog. Habilitation, Universität Bayreuth |
| 2007 | Hauptpreis                           | Louis Henri Seukwa                                 | Kompetenz als Habitus der Überlebenskunst – Zum Verhältnis von Kompetenz und Migration im Spiegel von Flüchtlingsbiographien. Dissertation, Universität Hamburg |
| 2007 | Förderpreis                          | Anne Weibert                                       | Mediale Integration ethnischer Minderheiten – Vergleich von Lokalberichterstattung über Türken in Deutschland und Hispanics in den USA. Diplomarbeit, Universität Dortmund |
| 2008 | Hauptpreis                           | Liliana Ruth Feierstein                            | Von Schwelle zu Schwelle: Randgänge(r). Eine Lektüre der Gestualität gegenüber den 'Anderen' aus dem Blickwinkel des jüdischen Denkens. Dissertation, Heinrich-Heine-Universität Düsseldorf |
| 2008 | Förderpreis                          | Stefan Wellgraf                                    | Migration und Medien. Wie Fernsehen, Radio und Print auf die Anderen blicken. Diplomarbeit, Europa-Universität Viadrina Frankfurt/Oder |
| 2009 | Hauptpreis                           | Marc Oliver Thielen                                | Wo anders leben? – Migration, Männlichkeit und Sexualität in biografischen Erzählungen iranischer Männer in Deutschland. Dissertation Universität Frankfurt |
| 2009 | Förderpreis                          | Olga Krahn                                         | Lokale Identität und Gemeinschaft. Beteiligung von Spätaussiedlern an „Soziale Stadt“-Programmen – dargestellt am Piusviertel in Ingolstadt. Diplomarbeit, Universität Eichstätt. |
| 2010 | Hauptpreis                           | Riem Spielhaus                                     | Wer ist hier Muslim? Dissertation, Humboldt-Universität zu Berlin |
| 2010 | Förderpreis                          | Christian Issmer                                   | Der Einfluss von Metaperceptions auf Kontakterfahrungen und Einstellungen im Intergruppenkontext. Diplomarbeit, Philipps-Universität Marburg |
| 2011 | Hauptpreis                           | Kien Nghi Ha                                       | In the Mix. Postkoloniale Streifzüge durch die Kulturgeschichte der Hybridität. Dissertation, Universität Bremen |
| 2011 | Förderpreis                          | Darja Klingenberg                                  | Humor in der Migration. Phänomene der Grenzüberschreitung. Magisterarbeit, Universität Frankfurt |
| 2012 | Hauptpreis                           | Maren Möhring                                      | Ausländische Gastronomie. Migrantische Unternehmensgründungen, neue Konsumorte und die Internationalisierung der Ernährung in der Bundesrepublik Deutschland. Habilitation, Universität zu Köln |
| 2012 | Förderpreis                          | Michaela Brosig                                    | Neukölln unlimited? Lebenswelten und Handlungsstrategien junger Frauen und Mädchen mit Migrationshintergrund. Magisterarbeit, Freie Universität Berlin |
| 2013 | Hauptpreis                           | Aladin El-Mafaalani                                | BildungsaufsteigerInnen aus benachteiligten Milieus. Habitustransformation und soziale Mobilität bei Einheimischen und Türkeistämmigen. Dissertation, Ruhr-Universität Bochum |
| 2013 | Förderpreis                          | Jessica Pahl                                       | Die Bedeutung des Körpers in interkulturellen Verstehensprozessen. Masterarbeit, Ruhr-Universität Bochum |
| 2014 | Hauptpreis                           | Heike Hanhörster                                   | Türkeistämmige Eigentümer in Migrantenvierteln. Dissertation, TU Dortmund |
| 2014 | Förderpreis                          | Isabell Collien                                    | Prozesse interkultureller Öffnung – Das Beispiel der öffentlichen Verwaltung in Berlin. Diplomarbeit, Freie Universität Berlin |
| 2015 | Hauptpreis                           | Miriam Schader                                     | Religion als politische Ressource? Die religiöse und politische Beteiligung afrikanischer Migranten in zwei europäischen Großstädten. Dissertation, Georg-August-Universität Göttingen und Institut d’études politiques de Paris |
| 2015 | Förderpreis                          | Felix Maas                                         | Integrationsdiskurs und Integrationspolitik im Kontext der Stadt. Eine vergleichende Narrativanalyse des Integrationsdiskurses im Rahmen der Entwicklung gesamtstädtischer Integrationskonzepte in Dortmund und Frankfurt a.M. Mastarbeit, Ruprecht-Karls-Universität Heidelberg                                                          |
| 2016 | Hauptpreis                           | Donja Amirpur-Ahrandjani                           | Migrationsbedingt behindert? Zur Interdependenz der Wahrnehmung von Behinderung und strukturellen Rahmenbedingungen im Kontext migrationsbedingter Heterogenität. Universität Bremen |
| 2016 | Förderpreis                          | Romy Schulze                                       | On a mission?! Koloniale Missions- und neokoloniale Missions- und Freiwilligenberichte im Vergleich. Universität zu Köln |
| 2017 | Hauptpreis                           | Ilka Sommer                                        | Die Gewalt des kollektiven Besserwissens – Klassifikationskämpfe um die Anerkennung ausländischer Berufsqualifikationen in Deutschland. Dissertation, Humboldt-Universität zu Berlin |
| 2017 | Förderpreis                          | Helen Hockauf                                      | Die Präsentation von Flüchtlingen in der zeitgenössischen Literatur. Schreiben als ethischer Prozess von Würde. Masterarbeit, Universität Augsburg |
| 2018 | Hauptpreis                           | Christine Bär                                      | Migration im Jugendalter. Psychosoziale Herausforderungen zwischen Trennung, Trauma und Bildungsaufstieg im deutschen Schulsystem, Dissertation, Philipps-Universität Marburg |
| 2018 | Hauptpreis                           | Délia Nicoué                                       | Migration und Wissen – Migrationswege und Stationen des Lernprozesses junger Migrantinnen auf dem Weg von Äthiopien nach Deutschland, Dissertation, Universität Bayreuth |
| 2018 | Förderpreis                          | Dennis Barasi                                      | Rassismusbezogene Deutungsmuster am Beispiel der Diskussion zur Flüchtlingspolitik im universitären Raum, Masterarbeit, Universität Bremen |
| 2019 | Hauptpreis                           | Christine Lang                                     | Die Produktion von Diversität in städtischen Verwaltungen. Wandel und Beharrung von Organisationen in der Migrationsgesellschaft, Dissertation, Universität Osnabrück |
| 2019 | Förderpreis                          | Aylin Karabulut                                    | Diskriminierungserfahrungen von Schüler*innen ‚mit Zuwanderungsgeschichte’ im Schulwesen der Bundesrepublik Deutschland. Eine qualitative Studie an weiterführenden Schulen unter besonderer Berücksichtigung rassistischer Diskriminierung, Masterarbeit, Universität Duisburg-Essen                                                     |
| 2020 | Hauptpreis                           | Özkan Ezli                                         | Narrative der Migration und Integration in Literatur und Film. Eine andere deutsche Kulturgeschichte, Habilitation, Universität Tübingen |
| 2020 | Förderpreis                          | Katharina Peters                                   | Die klauen doch, was sie kriegen können – Mediale Inszenierungen von ‚Sinti und Roma‘ am Beispiel der Krimi-Reihe Tatort und Sendungen des öffentlich-rechtlichen Fernsehens, Masterarbeit, Technische Universität Dortmund |
| 2021 | Hauptpreis                           | Laura Otto                                         | Unbegleitet, minderjährig, Flüchtling?! Fixierungen, Ambivalenzen und Aushandlungenvon ‚adult minors‘ im Europäischen Grenzregime am Beispiel Malta, Dissertation, Universität Bremen |
| 2021 | Förderpreis                          | Jennifer Adolé Akue-Dovi                           | Wie Kinder und Jugendliche of Color die Reproduktion von Stereotypen in Kinderhörspielen wahrnehmen. Eine empirische Untersuchung der Hörspielreihe TKKG aus rassismuskritischer Perspektive, Masterarbeit, Universität Hamburg |
| 2021 | Sonderpreis Kultur                   | Nora Haakh                                         | Majnun und Layla in der Contact Zone: Übertragungen aus dem Arabischen ins Deutsche im zeitgenössischen Theater, Dissertation, Freie Universität Berlin |
| 2022 | Hauptpreis                           | Yasemin Uçan                                       | Erziehungsziel Mehrsprachigkeit. Eine qualitative Studie zu Erziehung und Elternschaft im Kontext von Migration, Universität Kassel |
| 2022 | Förderpreis                          | Krishanthi Paramalingam Kristofer Weinstein-Storey | Wo kommst Du her? Die Perspektiven deutscher Schüler:innen auf das Thema Rassismus – Rassismus thematisiert und reflektiert durch Theater, Universität Hamburg |
| 2023 | Hauptpreis                           | Isabell Diekmann                                   | Good Muslims, bad Islam? Zur differenzierten Betrachtung feindlicher Einstellungen gegenüber Menschen und Religion, Universität Bielefeld |
| 2023 | Sonderpreis                          | Florian Scheidl                                    | Zwischen Eurozentrismus und Interkulturalität? Zur Problematik der Philosophie in globaler Perspektive, Ludwig-Maximilians-Universität München |
| 2024 | Hauptpreis                           | Dilek Tepeli                                       | Junge Alevit:innen und Sunnit:innen in der postmigrantischen Gesellschaft. Affektive Bindungen und Beziehungen in tradierten Verletzungsverhältnissen, Ruhr-Universität Bochum |
| 2024 | Förderpreis                          | Canê Çağlar                                        | Zur Handlungsfähigkeit von Schwarzen Studierenden, indigenen Studierenden und Studierenden of Color am Lernort Universität. Eine rassismuskritische Untersuchung, Universität Hamburg |
| 2025 | Hauptpreis                           | Dana Churbaji                                      | |
| 2025 | Förderpreis                          | Magdalena Krach                                    | |